# Stickney (cratère)
Pour les articles homonymes, voir Stickney.
Stickney est le plus grand cratère d'impact de Phobos, l'un des deux satellites naturels de Mars. Il mesure environ 9 km de diamètre.
Le cratère a été nommé en 1973, sur la base d'images de Mariner 9, d'après Angeline Stickney, la femme de Asaph Hall, le découvreur de Phobos.
Stickney a un cratère plus petit en son sein, d'environ 2 km de diamètre, résultant d'un impact plus tardif. En 2006, il reçut le nom de Limtoc, d'après un personnage dans Les Voyages de Gulliver.

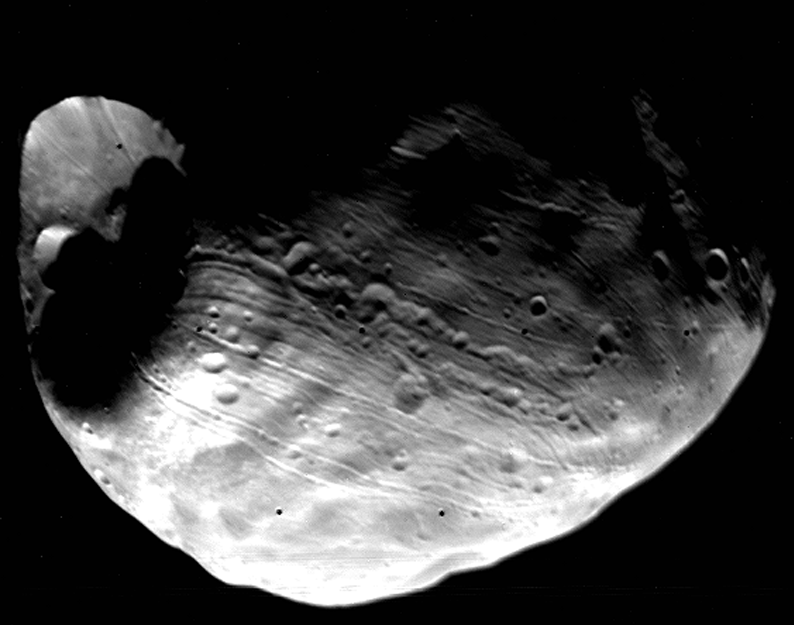
L'importance du cratère Stickney sur la taille de Phobos.